# 橫頭磡 (選區)
橫頭磡（英語：Wang Tau Hom，代號H11）曾是香港黃大仙區議會下轄的選區，涵蓋橫頭磡邨範圍；其於1982年設立，1994年重劃，2023年改制撤銷，末代區議員為公民黨前成員劉珈汶。

## 範圍及名稱
選區由横頭磡邨組成，名稱亦來自於此，與其相連的選區有龍上、樂富與及天強，投票站因應人口分佈而設有兩個，分別位於横頭磡邨內的香港青年協會賽馬會橫頭磡青年空間及香港傷殘青年協會賽馬會活動中心。

## 沿革
現有的橫頭磡選區是第二代的橫頭磡選區，第一代橫頭磡選區於第一屆1982年區議會選舉設立，覆蓋當時的橫頭磡邨，為單議席選區。由於橫頭磡邨當時正在重建階段，人口變動大，在1985年區議會選舉及1988年區議會選舉橫頭磡選區定為兩個議席。
1982年由伍周美蓮自動當選，1985年由公共房屋政策評議會廖成利以3,024票及伍周美蓮的2,317票，多於另一位候選人的1,054票勝出。由於伍周美蓮為時任立法局議員，廖成利因而聲名大噪，廖1986年亦加入新創立的香港民主民生協進會。至於1988年區議會選舉，伍周美蓮以3,001票及廖成利1,960票多於李池遠1,294票而連任。其後原橫頭磡邨清拆而人口減少，橫頭磡及樂富兩個選區合為一個名為橫頭磡及樂富選區，1991年區議會選舉由民協廖成利自動當選。 
1993年港督彭定康推行政改方案改革區議會，取消所有委任議席及雙議席選區制度，全面實行單議席單票制，並改由選區分界及選舉事務委員會制定，區議會選區數目亦隨人口變動而大幅增加，由於橫頭磡邨重建後人口增加，原有橫頭磡及樂富選區依富裕街、橫頭磡中道、橫頭磡東道、橫頭磡邨往鳳舞街支路為界，劃為南邊的樂天及北邊的橫頭磡兩個選區，第二代橫頭磡選區出現。
1994年區議會選舉，民協廖成利為專心角逐來年立法局選舉的九龍中選區單議席，而未有爭取連任，改派其未有加入民協、採用無黨派參選的助理王玉芬，並自動當選。1999年區議會選舉，橫頭磡邨的宏業樓、宏基樓、宏德樓三座樓宇被劃到樂富選區，王玉芬因身體狀況放棄連任，而廖成利重出江湖於本區參選，但受被居民視為繼承人的王因病情疏於區務、加上包括廖成利在內的「民協四子」參與臨時立法會等負面因素，最後卻敗於民主建港聯盟黎榮浩約三百票（1,829對2,122）。其後廖成利勝出九龍城區議會啓德選區補選的區議員席位，於九龍城一帶發展，未有再於本區參選，直至2019年因填補「白區」空缺，在其居住的彩雲東選區角逐勝出，重返闊別多時的黃大仙區議會。
及後德強苑入伙，樂富選區人口過多，橫頭磡邨的宏業樓、宏基樓、宏德樓三座樓宇於2003年區議會選舉劃回橫頭磡選區，由黎榮浩同連慧萍參選，最後黎以3,163票勝出。
2007年區議會選舉只有黎榮浩一人參選，黎自動當選而連任。2011年區議會選舉，議席由民建聯黎榮浩和於區內設有辦事處的公民黨的黃順賢爭奪，最後黎榮浩以三分二得票勝出。
2015年區議會選舉，黎榮浩再次自動當選而連任。2019年區議會選舉，範圍維持不變，但黎榮浩被公民黨立法會議員譚文豪助理劉珈汶擊敗，黎氏連任失敗，結束黎榮浩廿年的區議員生涯，同時劉成為回歸以後本選區首位民主派代表。
2021年5月，劉珈汶表明拒絕宣誓，辭任黃大仙區議員，6月8日生效，議席懸空。而事實上劉在辭去議員一職前便已流亡英國，先因在網上煽惑2021年香港立法會選舉中不投票被香港廉政公署通緝，及後於2024年再因煽惑組織及勾結外國勢力等罪行，違反《港區國安法》，而被警方高額懸紅港幣一百萬通緝。

## 歷屆議員
| 屆別                 | 議員                       | 政治聯繫                   | 議員           | 政治聯繫       |
| -------------------- | -------------------------- | -------------------------- | -------------- | -------------- |
| 1982年－1985年       | 伍周美蓮                   | 無黨派                     | 定為單議席選區 | 定為單議席選區 |
| 1985年－1988年       | 伍周美蓮                   | 無黨派                     | 廖成利         | 民協           |
| 1988年－1991年       | 伍周美蓮                   | 無黨派                     | 廖成利         | 民協           |
| 1991年－1994年       | 定為橫頭磡及樂富單議席選區 | 定為橫頭磡及樂富單議席選區 | 廖成利         | 民協           |
| 1994年－1999年       | 王玉芬                     | 無黨派                     | 定為單議席選區 | 定為單議席選區 |
| 2000年－2003年       | 黎榮浩                     | 民建聯                     | 定為單議席選區 | 定為單議席選區 |
| 2004年－2007年       | 黎榮浩                     | 民建聯                     | 定為單議席選區 | 定為單議席選區 |
| 2008年－2011年       | 黎榮浩                     | 民建聯                     | 定為單議席選區 | 定為單議席選區 |
| 2012年－2015年       | 黎榮浩                     | 民建聯                     | 定為單議席選區 | 定為單議席選區 |
| 2016年－2019年       | 黎榮浩                     | 民建聯                     | 定為單議席選區 | 定為單議席選區 |
| 2020年－2021年6月8日 | 劉珈汶                     | 公民黨                     | 定為單議席選區 | 定為單議席選區 |
| 2021年6月9日－2023年 | 懸空                       | 懸空                       | 定為單議席選區 | 定為單議席選區 |

## 歷屆選舉結果
| 政党   | 政党   | 候选人    | 票数  | %     | ±      |
| ------ | ------ | --------- | ----- | ----- | ------ |
|        | 公民黨 | 1. 劉珈汶 | 4,518 | 57.05 | 不適用 |
|        | 民建聯 | 2. 黎榮浩 | 3,401 | 42.95 | 不適用 |
| 多数票 | 多数票 | 多数票    | 1,117 | 14.1  | 不適用 |

| 政党   | 政党   | 候选人 | 票数     | %      | ±      |
| ------ | ------ | ------ | -------- | ------ | ------ |
|        | 民建聯 | 黎榮浩 | 自動當選 | 不適用 | 不適用 |
| 多数票 | 多数票 | 多数票 | 不適用   | 不適用 | 不適用 |

| 政党   | 政党   | 候选人    | 票数  | %     | ±      |
| ------ | ------ | --------- | ----- | ----- | ------ |
|        | 民建聯 | 1. 黎榮浩 | 3,226 | 66.83 | 不適用 |
|        | 公民黨 | 2. 黃順賢 | 1,601 | 33.17 | 不適用 |
| 多数票 | 多数票 | 多数票    | 1,625‬ | 33.66 | 不適用 |

| 政党   | 政党   | 候选人 | 票数     | %      | ±      |
| ------ | ------ | ------ | -------- | ------ | ------ |
|        | 民建聯 | 黎榮浩 | 自動當選 | 不適用 | 不適用 |
| 多数票 | 多数票 | 多数票 | 不適用   | 不適用 | 不適用 |

| 政党   | 政党   | 候选人    | 票数  | %     | ±      |
| ------ | ------ | --------- | ----- | ----- | ------ |
|        | 獨立   | 1. 連慧萍 | 1,711 | 35.10 | 不適用 |
|        | 民建聯 | 2. 黎榮浩 | 3,163 | 64.90 | 不適用 |
| 多数票 | 多数票 | 多数票    | 1,452 | 29.80 | 不適用 |

| 政党   | 政党   | 候选人    | 票数  | %     | ±      |
| ------ | ------ | --------- | ----- | ----- | ------ |
|        | 民協   | 1. 廖成利 | 1,829 | 46.29 | 不適用 |
|        | 民建聯 | 2. 黎榮浩 | 2,122 | 53.71 | 不適用 |
| 多数票 | 多数票 | 多数票    | 292   | 7.42  | 不適用 |

| 政党   | 政党   | 候选人 | 票数     | %      | ±      |
| ------ | ------ | ------ | -------- | ------ | ------ |
|        | 獨立   | 王玉芬 | 自動當選 | 不適用 | 不適用 |
| 多数票 | 多数票 | 多数票 | 不適用   | 不適用 | 不適用 |

| 政党   | 政党   | 候选人 | 票数     | %      | ±      |
| ------ | ------ | ------ | -------- | ------ | ------ |
|        | 民協   | 廖成利 | 自動當選 | 不適用 | 不適用 |
| 多数票 | 多数票 | 多数票 | 不適用   | 不適用 | 不適用 |

| 政党   | 政党   | 候选人   | 票数  | %     | ±      |
| ------ | ------ | -------- | ----- | ----- | ------ |
|        | 獨立   | 伍周美蓮 | 3,001 | 47.98 | 不適用 |
|        | 民協   | 廖成利   | 1,960 | 31.33 | 不適用 |
|        | 獨立   | 李池遠   | 1,294 | 20.64 | 不適用 |
| 多数票 | 多数票 | 多数票   | 666   | 10.69 | 不適用 |

| 政党   | 政党               | 候选人   | 票数  | %     | ±      |
| ------ | ------------------ | -------- | ----- | ----- | ------ |
|        | 公共房屋政策評議會 | 廖成利   | 3,024 | 47.27 | 不適用 |
|        | 獨立               | 伍周美蓮 | 2,317 | 36.23 | 不適用 |
|        | 獨立               | 李環     | 1,054 | 16.48 | 不適用 |
| 多数票 | 多数票             | 多数票   | 666   | 10.69 | 不適用 |

| 政党   | 政党   | 候选人   | 票数     | %      | ±      |
| ------ | ------ | -------- | -------- | ------ | ------ |
|        | 獨立   | 伍周美蓮 | 自動當選 | 不適用 | 不適用 |
| 多数票 | 多数票 | 多数票   | 不適用   | 不適用 | 不適用 |